# Meine Volksbank Raiffeisenbank

Hauptsitz der meine Volksbank Raiffeisenbank eG in Rosenheim

Wurzeln der meine Volksbank Raiffeisenbank eG

Meine Volksbank Raiffeisenbank eG mit Sitz in Rosenheim ist eine Genossenschaftsbank in Bayern. Das Geschäftsgebiet umfasst die Stadt Rosenheim und Teile der Landkreise Rosenheim, Miesbach, Mühldorf, München sowie Teile der Regionen Chiemsee, Chiemgau und Altötting. Die Bank ist die offizielle Hausbank des FC Bayern München.

## Finanzen
2022 war sie nach Bilanzsumme nach der Berliner Volksbank, der Frankfurter Volksbank und der Volksbank pur eG die viertgrößte Volksbank-Raiffeisenbank und die achtgrößte Genossenschaftsbank Deutschlands.

## Geschichte
Die Bank in Altötting wurde 1892 gegründet und firmierte bis 2008 unter den Namen „Raiffeisen-Volksbank in den Landkreisen Altötting-Mühldorf eG“. Im Jahr 2015 fusionierte sie mit der VR-Bank Burghausen-Mühldorf eG. Letztere wurde am 4. April 1912 in Mühldorf gegründet, fusionierte 2001 mit der Raiffeisenbank Ampfing eG und 2006 mit der Raiffeisenbank Burghausen eG. 2017 fusionierte sie dann mit der Raiffeisenbank Trostberg-Traunreut eG zu VR meine Raiffeisenbank.
Mit der Verschmelzung der VR Bank Rosenheim-Chiemsee eG und der Volksbank Raiffeisenbank Mangfalltal-Rosenheim eG im Oktober 2013 entstand die Volksbank Raiffeisenbank Rosenheim-Chiemsee eG. Die älteste Geschäftsstelle wurde am 13. Februar 1881 in Bernau am Chiemsee mit dem Namen „Darlehenskassenverein Bernau“ gegründet. Im Jahre 2017 fusionierte die Bank mit der Raiffeisenbank Höhenkirchen und Umgebung eG. Im Oktober 2019 wurde eine Fusion mit der VR meine Raiffeisenbank mit Sitz in Altötting angekündigt, wodurch die drittgrößte VR-Bank Deutschlands entstand. Am 25. September erfolgte die technische Verschmelzung.
Für das Jahr 2023 war die Fusion mit der Volksbank Raiffeisenbank Bayern Mitte in Ingolstadt geplant. Damit wäre die neue Bank mit über 15 Mrd. € Bilanzsumme die größte Volks- und Raiffeisenbank in Deutschland geworden. Im Januar 2023 wurde die Fusion jedoch abgesagt, die Unterschiede der zwei Banken seien zu groß.

## Kooperationen
Meine Volksbank Raiffeisenbank eG kooperiert mit den Verbundunternehmen des genossenschaftlichen Finanzverbundes und ist Mitglied in der Sicherungseinrichtung des Bundesverbandes der Deutschen Volksbanken und Raiffeisenbanken. Seit dem 1. Juli 2025 ist die Meine Volksbank Raiffeisenbank eG die neue offizielle Hausbank des FC Bayern München. Die Partnerschaft wurde als langfristige Kooperation im Rahmen einer Platin-Partnerschaft geschlossen und umfasst neben dem Herrenfußball auch die Frauenmannschaft und das Basketballteam des FC Bayern. Im Zuge der Zusammenarbeit bietet die Bank exklusive Fan-Banking-Produkte an, darunter ein Sparkonto mit Meisterschaftsbonus, spezielle Kontomodelle im Vereinsdesign und eine Banking-App in den Vereinsfarben. Die Kooperation soll nicht nur finanzielle Dienstleistungen bereitstellen, sondern auch soziale Projekte und Aktionen für Fans ermöglichen, um die Verbindung zwischen Verein, Bank und Anhängern weiter zu stärken.

## Gesellschaftliches Engagement
Ende 2009 gründete die Volksbank Raiffeisenbank Rosenheim-Chiemsee eG die VR Bank Rosenheim-Chiemsee Stiftung.
2016 stellte die Bank anlässlich des 125-jährigen Bestehens 125.000 Euro als anteilige Spende für gemeinnützige regionale Projekte sowie die Spendensammelplattform helfen.bayern zur Verfügung. Über diese Plattform können gemeinnützige Organisationen Spenden für die Realisierung gemeinnütziger regionaler Projekte gesammelt werden.